# والتر كوستا
والتر كوستا مواليد 25 مارس 1973 في لواندا، هو لاعب كرة سلة أنغولي معتزل. مثّل منتخب بلاده. شارك في دورة الألعاب الأولمبية الصيفية سنة 2004. حقق المركز الأول في بطولة أمم أفريقيا لكرة السلة 2001. اعتزل اللعب في 2007.

## الميداليات
| الميدالية | المسابقة                          |
| --------- | --------------------------------- |
| ذهبية     | بطولة أمم أفريقيا لكرة السلة 2001 |
| ذهبية     | بطولة أمم أفريقيا لكرة السلة 2003 |

## روابط خارجية
- والتر كوستا على موقع الاتحاد الدولي لكرة السلة (الإنجليزية)
- والتر كوستا على موقع كرة السلة الأوروبية.كوم (الإنجليزية)
- والتر كوستا على موقع ريلجم (الإنجليزية)
- والتر كوستا على موقع بروبوليرز (الإنجليزية)
- والتر كوستا على موقع سبورتس رفرنس (الإنجليزية)
- والتر كوستا على موقع أوليمبيديا (الإنجليزية)